# Elegia scritta in un cimitero campestre
(Thomas Gray, Elegia scritta in un cimitero campestre, versi 33-36, trad. propria)

L'Elegia scritta in un cimitero campestre o Elegia scritta in un cimitero di campagna è un'opera di Thomas Gray, completata nel 1750 e pubblicata per la prima volta nel 1751. 

## Descrizione
L'origine del poema è sconosciuta, ma è molto probabile che sia stata ispirata dalla morte del poeta Richard West, avvenuta nel 1742. Gray completò la redazione dell'Elegia nel periodo in cui viveva vicino al cimitero di Stoke Poges. Una copia fu inviata al suo amico Horace Walpole, che la fece circolare nei circoli letterari di Londra. Gray fu costretto a mandare in stampa l'elegia il 15 febbraio 1751, così da prevenire l'imminente pubblicazione di un'edizione non autorizzata della sua opera.
Il poema ha il nome, ma non la forma, dell'elegia: riprende piuttosto lo stile delle odi, consueto all'epoca, anche se contiene una riflessione sulla morte e sul ricordo della persona dipartita.
In quest'opera Gray esplora il tema della morte ambientando il poema nel cimitero di Stoke Poges, nel Buckinghamshire, e descrive le atmosfere lugubri e cupe del luogo.
Grazie a questo poemetto, l'autore afferma l'uguaglianza che ci deve essere fra gli uomini, sostenendo che anche nelle persone più povere erano presenti individualità che avrebbero meritato di emergere a livello politico e sociale, ma ciò non è stato possibile a causa delle disparità economiche nella società dell'epoca; l'autore, nel poema, elogia quindi la gente comune, i contadini, perché secondo lui la fama, il potere e la ricchezza materiale sono concetti illusori che non sopravvivono nell'uomo per l'eternità. L'Elegia è pervasa di nostalgico e blando pessimismo, "empirico" e contemplativo, a sfondo cristiano come rivelano i versi finali, col tema classico della celebrazione dell'uguaglianza di fronte alla morte e quello delle virtù, eroiche, politiche e artistiche, rimaste nascoste negli umili, e della critica ai potenti tipico dell'illuminismo e del preromanticismo.
Si ritroveranno questi temi per esempio nel satirico Dialogo sopra la nobiltà di Giuseppe Parini, scritto sei anni dopo l'opera di Gray, negli atteggiamenti antinobiliari della filosofia di Rousseau, nel dialogo La virtù sconosciuta di Vittorio Alfieri. L'Elegia fu subito notata per la sua bellezza (sebbene Gray fosse stato criticato invece da Samuel Johnson) e i poeti della scuola cimiteriale furono così chiamati per i loro componimenti, scritti sulla base della poesia di Gray in un genere iniziato da Edward Young coi suoi Pensieri notturni.
L'atmosfera del componimento è serena, stoica e meditativa, ambientata all'ora del tramonto, diversa dalla poesia "gotica" di Young.

## Influenza e ricezione
Il tema dell'opera viene proposto anticipando le tendenze letterarie dell'età vittoriana, in cui gli scrittori porranno particolare attenzione al quotidiano e al comune, in contrapposizione all'eroico. Gray riuscì a fondere forme tradizionali e dizione poetica con nuovi argomenti e modi d'espressione, diventando uno dei precursori del romanticismo. Fu anche illustrata da William Blake.
Ancora oggi è una delle poesie più citate della lingua inglese ed è scritta in quartine di decasillabi a rime alternate. Si dice che, prima della battaglia sulla piana di Abraham, dove sarebbe morto, il generale inglese James Wolfe recitò questa poesia ai suoi soldati, aggiungendo "Signori, avrei preferito scrivere questa poesia che conquistare il Quebec domani".

In Italia molto note divennero la traduzione di Melchiorre Cesarotti (noto traduttore dei Canti di Ossian) in endecasillabi sciolti (1772), quella di Giuseppe Torelli in quartine (1776) e quella ritmica (ma meno letterale) in rime alternate e quartine (la struttura dell'originale) del musicologo Taddeo Wiel (1849-1920) del 1906, contenente la celebre formulazione del verso "Fair science frown'd not on his humble birth // And Melancholy marked him for her own" tradotto come "Sofia non ne sdegnò l'umil natale / Melanconia lo volle a sé devoto", con cui Gray descrive sé stesso e la figura dell'intellettuale romantico, e molte altre. Una delle più recenti e fedeli alle parole del testo è quella in quartine in versi liberi di D. Caminita (1976).

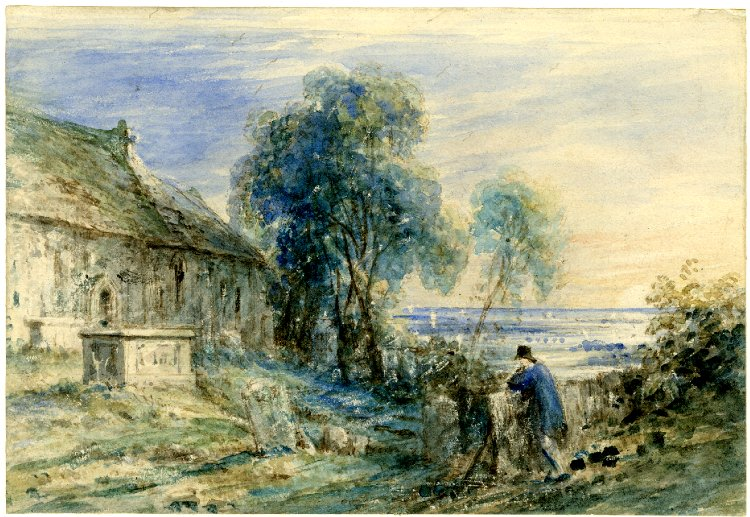
Illustrazione di John Constable per la stanza V dellElegia.

L'influenza della poesia è presente anche in Ugo Foscolo, sia nel carme Dei sepolcri che nelle Ultime lettere di Jacopo Ortis ("geme la Natura perfin nella tomba").
Il verso dell'elegia «Paths of glory lead not but the grave» ("i sentieri della gloria non conducono che alla tomba") viene richiamato dal celebre regista Stanley Kubrick nel titolo del suo film Paths of glory (Orizzonti di gloria). Il verso è un memento mori, una frase sulla caducità del mondo paragonabile alla celebre sic transit gloria mundi. La lirica termina con la composizione di un proprio ideale epitafio.
Nel film d'avventura del 1977 Una ragazza, un maggiordomo e una lady, prodotto dalla Walt Disney Pictures ed ambientato in una campagna dell'area londinese, il famoso verso (nella traduzione cinematografica in italiano "La via della gloria conduce alla tomba") viene rivelato e recitato da una giovanissima Jodie Foster e scoperto come 'chiave di lettura' di una caccia al tesoro, nascosto nella villetta accanto alla chiesa di campagna, da un antico pirata, antenato della famiglia. Il verso viene citato inoltre nello stesso romanzo da cui è tratto il film, Candleshoe (1975), dello scrittore e critico scozzese John Innes Mackintosh Stewart.

## Traduzione italiana di Taddeo Wiel
Questo testo è nel pubblico dominio essendo trascorsi più di 70 anni dalla morte del traduttore.
La squilla piange il giorno che si muore;
mugghia l'armento, e tardo erra sul prato;
torna stanco al tugurio l'aratore;
 è alle tenebre il mondo, e a me lasciato.

Nell'aere opaco il raggio vespertino
 vien meno; e solo nel silenzio arcano
 s'ode uggioso ronzare il maggiolino, 
e un tintinnio cullar l'ovile lontano; 

 e dalla torre d'edera vestita
 il gufo ver la luna alzar lo strido,
 s'altri s'appressi alla magion romita
 e lo molesti nel regal suo nido.
 
 Al piè degli olmi, sotto il tasso ombroso,
 là dove l'erba ai tumuli s'addossa,
 i Padri del villaggio hanno riposo
 per sempre, stesi nell'angusta fossa.
 
La brezza olente allo spuntar del giorno,
 la rondinella garrula sul tetto,
del gallo il canto, o lo squillar del corno 
più non li desterà nell'umil letto. 

Non più a sera vedran la vampa cara 
l'assidua sposa al focolar da presso,
né i figliuoli venir in lieta gara
 sui ginocchi paterni, al dolce amplesso. 

Come a lor falce s'arrendean le messi! 
Come giocondi tra le glebe infrante 
cavalli e aratro conducevan essi! 
Come a' lor colpi piegavan le piante!

Orgoglio non irrida lor gagliarda
opra, lor gioie e loro sorte oscura;
 e non disdegni vanità beffarda
de' poveri la storia breve e pura.

Pompa e poter, vanto di stirpe eletta,
 quanta beltà o ricchezza a noi prepara
 tutto egualmente l'ultim'ora aspetta:
 della gloria il sentier mena alla bara.

 Né voi, superbi, que' morti accusate
se in lor memoria non sorgon trofei,
là dove echeggian per le volte aurate 
le gonfie lodi e i risonanti omei

 Urna scolpita, o effige al ver conforme 
può al frale richiamar l'alma fuggita? 
può onore stimolar polve che dorme? 
può l'orecchia di Morte esser blandita? 
 
Forse accoglie quest'angolo negletto
cuori che il divin fuoco avea scaldati, 
mani che ben lo scettro avrieno retto,
 o ridesta la lira ai carmi alati

La dottrina a' lor occhi il libro pieno 
delle spoglie del tempo non apriva: 
penuria pose a lor ardire il freno, 
diacciò del genio la sorgente viva.
 
Molte gemme purissime, lucenti,
ne' tenebrosi abissi il mare asconde; 
spargono invano lor profumo ai venti
 molti fiori sbocciati in erme sponde

Un Hampden qui, che coraggioso insorse 
del suo villaggio contro il tirannetto,
 un Milton ignorato, un Cromwell forse 
qui giace, di fraterno sangue netto.

 Destar il plauso del senato attento, 
le minacce sprezzar di duolo e d'onta
 spander dovizia e a un popolo contento 
legger negli occhi lor istoria conta

Negò loro la sorte, che represse 
lor colpe insieme a lor virtù; ad un trono
d'arrivare tra il sangue non concesse, 
e di sbandire la pietà e il perdono;

O d'occultare il ver con l'ansia al core; 
di smorzare il pudor al volto asceso 
di dar a orgoglio ed a lussuria onore 
d'incenso, al fuoco della Musa acceso.

Lungi da turbe e da contese rie
non si spinser lor brame oltre misura:
 seguiron essi le riposte vie 
lungo la valle di lor vita dura. 

Pur su quelle ossa, a difesa da insulto,
qualche fragile segno ergesi ancora:
un rozzo detto, rozzamente sculto,
 che d'un sospir il breve ossequio implora.

I nomi e gli anni lor la Musa, ignara 
di laude e d'elegie, sol sa ridire;
 e adduce un sacro motto, che prepara
 i timorati villici a morire. 

E chi mai diede in preda al muto oblio 
l'esistenza affannosa, e pur gradita? 
Chi mai lasciando il dolce aere natio
non guardò addietro, e sospirò la vita? 

L'alma che fugge a un caro sen s'affida: 
chiede lagrime pie l'occhio morente;
 pur dalla tomba la Natura grida; 
nel cener pure il fuoco antico è ardente.
 
Quanto a te, che la storia in versi schietti
 narri di questi inonorati morti,
 se mai spirto pensoso e negli affetti 
a te simile indagherà tue sorti,

forse dirà un vegliardo del villaggio: 
noi lo vedemmo lesto la mattina 
la rugiada solcar, e il primo raggio
incontrare del sol sulla collina.
 
 Là sotto il faggio che inclina le fronde,
 e le antiche radici erge e attortiglia, 
meriggiava disteso e intento all'onde 
del ruscelletto che per via bisbiglia. 

Indi nel bosco, or con amaro riso,
 fra sé parlando, s'inoltrava errante, 
or pallido per duol, com'uom conquiso 
dalla sventura, o disperato amante. 

Un dì nol vidi su l'usato clivo
 né lungo l'erta, o sotto i rami fidi: 
un altro dì spuntò, ma presso il rivo
 né sul prato, o nel bosco io non lo vidi.

E il terzo dì con mesto rito e lai
noi lo vedemmo al cimitero portato. 
T'appressa, e leggi (tu che legger sai)
 sul sasso al piè del biancospin posato:

l'epitaffio. Riposa qui, alla terra in seno, il frale 
 di garzon  a fortuna e a fama ignoto.
Sofia  non ne sdegnò l'umil natale;
 Melanconia lo volle a sé devoto.

 Fu di gran cuore e di sincera fede; 
e premo il Cielo gli mandò: al mendico
 quanto poté, una lagrima, egli diede:
 ebbe dal Ciel quanto bramò, un amico.
 
Non evochiam da lor tremenda stanza
 altri suoi merti, o i falli onde fu rio!
 riposan tutti in trepida speranza 
nel seno del suo Padre, del suo Dio.